# Герасим (Путников)

Арзимандрит Гера́сим (в миру Григорий Фёдорович Путников) — священнослужитель Русской православной церкви, архимандрит.

## Биография
Происходил из старинного чердынского рода Путниковых. Его дед Фёдор Путников — чердынский целовальник, отправленный с ратными людьми 13 марта 1613 из Чердыни в Москву для защиты её от поляков и литовцев по призыву Московского патриарха Гермогена.
Известен как чёрный поп с 1630, когда назначен строителем вместо Трифона в Чердынский Богословский монастырь. В 1631 переведён архимандритом в Успенский Трифонов монастырь в Хлынов. В 1633 определён в Новгородский Юрьев монастырь, а в апреле 1635 возвращен в Трифонов монастырь, где упоминается в 1636 и 1637. Наместник Трифонова монастыря до 1640.